# Marceli z Ancyry
Marceli z Ancyry, (łac.) Marcellinus episcopus Ancyranus (zm. ok. 374) – biskup Ancyry (późniejsza Ankara) w Galacji w Azji Mniejszej.
Marceli był zdecydowanym przeciwnikiem arianizmu, występując przeciw niemu na I Soborze Nicejskim, a później walcząc gorliwie o ortodoksję chrześcijańską u boku św. Atanazego. W swojej gorliwości w zwalczaniu arianizmu posunął się aż do przyjęcia w swoim Piśmie polemicznym (ok. 334 r.) pozycji sabeliańskich, za co został złożony z urzędu biskupiego (336 r.) i skazany na wygnanie. Jego ortodoksyjność uznał synod rzymski z 340 r. oraz synod w Sardyce z 343/344 r., ale ostatecznie potępił go Sobór konstantynopolitański I z 381 r. Z dzieł Marcelego znamy: Wyznanie wiary (zachowane u Epifaniusza z Salaminy), O świętym Kościele przekazane pod imieniem Antyma z Nikomedii oraz pseudoatanazjańskie O wcieleniu i przeciw arianom, które też prawdopodobnie jest jego autorstwa.
Marceli twierdził, argumentując to Pismem Świętym, że Bóg jest duchem oraz niepodzielną Jednością. Słowo, czyli Logos, było w Bogu jako immanentny Rozum, który był z Nim tożsamy. W ten sposób zwalczał więc koncepcję Logosu jako osobnej hipostazy, bo według niego groziłoby to rozbiciem jedności i prowadziłoby do politeizmu. Logos w stworzeniu i objawieniu uzewnętrznił się jako czynna energia Boga. Jego wyjście od Boga (Marceli twierdzi, że nie można mówić o zrodzeniu) jest rozprzestrzenieniem się lub rozszerzaniem się boskiej Monady, która w momencie stworzenia i wcielenia staje się diadą, ale nie ulega podziałowi, a w momencie zesłania Ducha Świętego - triadą. Przy końcu czasów Logos i Duch Święty wrócą do Boga-Monady i Bóg znów stanie się Jednością.
Uczniem Marcelego był biskup Sirmium Fotyn.